# C/1907 L2 Daniel
C/1907 L2 (Daniel) fu una cometa non periodica osservata nell'estate del 1907.
Fu scoperta il 9 giugno 1907 da Zaccheus Daniel, collaboratore di Henry Norris Russell presso l'osservatorio Hasteld dell'Università di Princeton.

## Storia osservativa
La cometa fu scoperta il 9 giugno 1907 nella costellazione dei Pesci da Zaccheus Daniel con un telescopio rifrattore da 15 cm di diametro, dall'osservatorio Hasteld dell'Università di Princeton. La posizione della cometa fu comunicata con un telegramma ad Edward Pickering dell'Harvard College Observatory.
Subì progressivi incrementi di luminosità e diversi osservatori astronomici programmarono delle osservazioni, anche fotografiche. Divenne visibile ad occhio nudo nella seconda settimana di luglio. Il 15 luglio aveva raggiunto la quarta magnitudine e guadagnò una mezza magnitudine nei giorni seguenti. Inizialmente caratterizzata da un aspetto nebuloso, guadagnò di definizione verso la fine del mese. Il 1º agosto toccò la minima distanza dalla Terra. Stando alla descrizione di Edward Emerson Barnard, nei giorni seguenti raggiunse la luminosità della stella ζ Tauri e la superò l'8 agosto, più prossima a θ Andromedae; la chioma, di colore giallognolo, appariva compatta ad occhio nudo e un po' meno definita se osservata telescopicamente. Il 12 raggiunse la magnitudine di η Geminorum, il 21 agosto brillava con una magnitudine di 2,5 e ne guadagnò un'altra mezza ad inizio settembre, quando transitò per il perielio (il 4 settembre).
La coda apparve per lo più rettilinea e piuttosto stretta. Il 28 agosto superava i 12 gradi e raggiunse 18 gradi l'8 settembre. La cometa, tuttavia, diminuì rapidamente di luminosità e già dal 12 settembre Barnard non riuscì più a vederla ad occhio nudo.
I vari astronomi concordano nelle fonti nel dire che la cometa non fu abbastanza luminosa da poter essere definita "grande", ma fu sicuramente un oggetto interessante e uno dei più luminosi dei 25 anni precedenti.
La cometa fu fotografata con buoni risultati W. A. Cogshall dell'Osservatorio Kirkwood, operato dall'Università dell'Indiana, dall'Osservatorio di Greenwich, da Max Wolf, che ottenne dettagli della chioma, da J. C. Duncan dell'osservatorio Lick e da Barnard dell'Osservatorio Yerkes.
Il 9, il 15 e il 20 agosto furono eseguite inoltre analisi spettrali dall'osservatorio di Meudon (facente capo all'osservatorio di Parigi), rilevando la presenza di idrocarburi e del cianogeno.
La cometa fu seguita telescopicamente fino al 27 giugno 1908.